# In Action!
In Action! é o vigésimo quinto álbum de estúdio da boy band porto-riquenha Menudo lançado em 1987, pela gravadora RCA Victor. O trabalho é o segundo a trazer na formação o quinteto composto por Ricky Martin, Raymond Acevedo, Sergio Blass, Ralphy Rodríguez e Rubén Gómez, e o quarto com canções em inglês. Além disso, é o primeiro álbum com faixas cantadas em tagalo, língua falada nas Filipinas, refletindo a continua estratégia de adaptação linguística para alcançar públicos de diferentes países, elaborada pela RCA.
O repertório do disco inclui nove faixas, sete delas em inglês e duas em tagalo, que foram gravadas originalmente em espanhol e português nos álbuns que o precederam, com exceção da inédita "That Situation".
Comercialmente, o álbum foi um sucesso, recebendo um disco de ouro nas Filipinas por suas vendas.

## Antecedentes
Em 1987, o Menudo celebrou seu décimo aniversário com uma turnê comemorativa que lotou shows na América Latina e nos Estados Unidos. Ralphy Rodríguez substituiu Charlie Massó, o único dos integrantes originais que ainda permanecia no grupo. No entanto, apesar de sua saída ter sido oficializada, ele continuou com o quinteto até a turnê de apresentações de sucesso nas Filipinas, durante a qual sua despedida se concretizou.
Por convite da filha da presidente desse país, Corazón Aquino, o Menudo chegou às Filipinas, onde reuniu 75 mil pessoas em uma turnê que incluiu cinco shows realizados no Arenata Coliseum, na cidade de Manila. Os feitos do grupo nesse país levaram o Menudo a gravar seu primeiro álbum em tagalo.

## Seleção de canções
Do álbum Por amor (1982), foi incluída uma versão da canção "Lady". De Ayer y hoy (1985) está inclusa uma versão de "Acércate" ("Nang Dahil Sa 'Yo"). Representando o álbum Refrescante... (1986) está "La primera vez" ("Se Bawa't Halik"), ao passo que da versão brasileira do álbum, intitulada Menudo, está presente a faixa "Come Back to Me", versão de "Diga Sim". Do disco Somos los hijos del rock (1987), estão as versões de "Estamos en acción" ("Action"), "Nena" ("Nena") e "Mi Sombra En La Pared" ("My Shadow On The Wall").
A versão digital do álbum incluiu como faixa bônus "I'm Going Back to the Philippines", que foi lançada como música de trabalho para promover a coletânea musical, exclusiva das Filipinas, The Best of Menudo, de 1986. Essa canção é uma regravação em inglês do sucesso anterior do grupo, "Hoy Me Voy Para México", de Refrescante... (1986).  Fãs do grupo traçam comparações com a canção "Manila", de 1976, da banda filipina The Hotdogs. Ambas as canções abordam o amor pelo país e o desejo do narrador de retornar ao seu país natal.

## Singles
A canção "That Situation" é uma faixa dançante e em inglês, gravada em parceria com a cantora filipina Lea Salonga. A composição é de Gary Valenciano, com letra de Valenciano e Mary Lynne Paggan e arranjos de Pedro Gely. A letra da canção incentiva os adolescentes a refletirem cuidadosamente sobre decisões relacionadas ao sexo, evitando se apressar para entrar "nessa situação". Como forma de divulgação, os artistas se apresentaram no programa Kalatog Pinggan, da ABS-CBN, cantando "That Situation" e foram entrevistados por Pinky Marquez e Richard Gomez. O videoclipe da canção mostra dois adolescentes apaixonados trocando olhares embaraçados sempre que se veem na escola. Salonga canta: 'Espere e veja o que nosso amor pode ser. Se estivermos prontos para enfrentar a vida juntos.' O vídeo foi promovido com uma linha direta de telefone que recebeu mais de 22.000 chamadas em seus primeiros 18 meses. Nessa mesma época, foi gravado um dueto entre Salonga e Charlie Massó, intitulado "I Still Believe", que traz a mesma abordagem temática. Promovidas inicialmente como projetos comerciais, as músicas alcançaram grande sucesso e impacto, atingindo as primeiras posições nas paradas de sucesso do país. De acordo com uma pesquisa com jovens da região metropolitana de Manila, cinquenta e um por cento dos jovens entrevistados disseram que as músicas os influenciaram a conversar sobre responsabilidade sexual com amigos ou pais.
Outro singles retirados do álbum incluem "Nang Dahil Sa'yo" e "Salta La Valla".

## Desempenho comercial
O quinteto fez um turnê promocional para o álbum que percorreu cidades filipinas. Nesse período, a gravadora reuniu o grupo em uma entrevista coletiva e os premiou com um disco de ouro pelo desempenho notável do álbum no país.

## Lista de faixas
- Créditos adaptados do LP In Action!, de 1987.[19]

| N.º | Título                                   | Compositor(es)                   | Intérprete | Duração |  |
| 1.  | "Come Back to Me"                        | Ed. Wilson, C. Colle, M.L. Pagan | Ralphy     | 3:45    |  |
| 2.  | "That Situation" (Duet with Lea Salonga) | G. Valenciano, M.L. Pagan        | Grupo      | 3:33    |  |
| 3.  | "Action"                                 | Sosa, Lupano, Topini, M.L. Pagan | Rubén      | 3:28    |  |
| 4.  | "Lady"                                   | C. Villa, A. Monroy, J. Seijas   | Rubén      | 3:21    |  |
| 5.  | "Nena"                                   | P. Gely                          | Rubén      | 3:00    |  |
| 6.  | "Nang Dahil Sa 'Yo"                      | C. Villa, A. Monroy, K. Sanchez  | Raymond    | 4:00    |  |
| 7.  | "My Shadow on the Wall"                  | M. Matos, M.L. Pagan             | Sergio     | 4:43    |  |
| 8.  | "Sa Bawat Malik" (La Primera Vez)        | C. Villa, A. Monroy, H. Toribio  | Ralphy     | 4:08    |  |
| 9.  | "Gimme More"                             | P. Gely                          | Ricky      | 3:49    |  |

## Certificações
| Região    | Certificação |
| --------- | ------------ |
| Filipinas | Ouro         |